# Vasko Popa
Vasile « Vasko » Popa (en serbe cyrillique : Васко Попа ; né le 29 juin 1922 à Grebenac - mort le 5 janvier 1991 à Belgrade) est un poète yougoslave d'expression serbe et d'origine roumaine.

## Biographie
Vasko Popa est né dans le village de Grebenac (en roumain : Grebenaţ), en Voïvodine, dans le royaume des Serbes, Croates et Slovènes. Après ses études secondaires, il suivit les cours de la faculté de philosophie de l'université de Belgrade puis poursuivit ses études à l'université de Bucarest et à Vienne. Pendant la Seconde Guerre mondiale, il combattit au côté des Partisans communistes de Josip Broz Tito et fut emprisonné au camp de concentration allemand de Bečkerek (aujourd'hui Zrenjanin).
Après la guerre, en 1949, Popa sortit diplômé du centre de romanistique de la Faculté de Philosophie de Belgrade. Il publia ses premiers poèmes dans le Magazine littéraire (Književne novine) et dans le journal Borba.
De 1954 à 1979, il travailla pour la maison d'édition Nolit. En 1953, il publia son premier grand recueil de poésie, intitulé Kora (Aboiement). Parmi ses œuvres importantes figurent Nepočin polje (Champ de l'inquiétude, 1956), Sporedno nebo (Le Ciel secondaire, 1968), Uspravna zemlja (Terre verticale, 1972), Vučja so (Le Sel du loup, 1975) et Od zlata jabuka (La Pomme d'or, 1978), une anthologie de la poésie populaire serbe. Ses Collected Poems, 1943–1976, un choix de ses poèmes traduits en anglais, ont été publiés en 1978, avec une introduction du poète britannique Ted Hughes.
Le 29 mai 1972, Vasko Popa a fondé la Municipalité littéraire de Vršac et a créé une bibliothèque de cartes postales nommée Slobodno lišće (« Feuilles libres »). La même année, il a été élu membre de l'Académie serbe des sciences et des arts.
Vasko Popa est un des fondateurs de l'Académie des sciences et des arts de Voïvodine, établie le 14 décembre 1979 à Novi Sad.
Il est mort le 5 janvier 1991 et est enterré dans l'Allée des citoyens méritants du nouveau cimetière de Belgrade.

## Récompenses et hommages
Vasko Popa a été l'un des premiers lauréat du prix de poésie Branko (Brankova nagrada), créé en l'honneur du poète Branko Radičević. En 1957, il a reçu le prix de poésie Zmaj (Zmajeva nagrada), créé par la Matica srpska de Novi Sad en l'honneur du poète Jovan Jovanović Zmaj. En 1965, il a reçu le Prix national autrichien de littérature européenne, en 1976, le prix de poésie Branko Miljković, en 1978, le prix national yougoslave AVNOJ et, en 1983, le prix littéraire Skender Kulenović.
En 1995, la ville de Vršac a établi un prix de poésie Vasko Popa, attribué chaque année au meilleur livre de poésie publié en langue serbe ; la cérémonie de remise du prix a lieu le 29 juin, jour anniversaire de la naissance du poète.

## Œuvres poétiques
- Kora (Aboiement), 1953
- Nepočin polje (Champ de l'inquiétude),1965
- Sporedno nebo (Le Ciel secondaire), 1968
- Uspravna zemlja (Terre verticale) 1972
- Vučja so (Le Sel du loup), 1975
- Kuća nasred druma (La Maison au milieu de la route), 1975
- Živo meso (Chair vive), 1975
- Rez (Coupure), 1981
- Gvozdeni sad (Plantation de fer), inachevé

## Recueils
- Od zlata jabuka (La Pomme d'or), recueil de poèmes populaires, contes, proverbes etc., 1958
- Urnebesnik : Zbornik pesničkog humora, recueil autour de l'esprit et de l'humour serbes, 1960
- Ponoćno Sunce (Le Soleil de minuit), recueil de visions poétiques, 1962